# Forós
Forós (en ruso: Форо́с; en ucraniano: Форо́с; en tártaro de Crimea: Foros) es un pueblo de Crimea situado en la costa sur de la península, a las orillas del mar Negro. Forma parte del municipio de Yalta, dentro de la República Autónoma de Crimea y reclamada por la República de Crimea en Rusia.
El asentamiento medieval de Forós fue fundado y nombrado por mercaderes griegos. Sería redescubierto a finales del siglo xix por Aleksandr Kuznetsov, un comerciante de té ruso que mandó construir su palacio a orillas del mar. Además, Kuznetsov encargó el principal hito arquitectónico del pueblo: la iglesia de la Resurrección, de cinco cúpulas, situada en un acantilado de cuatrocientos metros sobre Forós.
Los líderes soviéticos mandaron construir numerosas dachas cerca de Forós. Una de ellas atraería la atención internacional en 1991, durante el intento de golpe de Estado contra el presidente Mijaíl Gorbachov, cuando este se encontraba allí de vacaciones con su familia.